# Marbachweg
Der Marbachweg ist eine Straße in Frankfurt am Main. Er entstand 1911 durch Umbenennung des Diebsweges auf den Gemarkungen der am 1. April 1910 eingemeindeten Stadtteile Preungesheim und Eckenheim. Der Name stammt vom Markbach, einem kleinen Wasserlauf, der jahrhundertelang die Grenze zwischen dem Territorium der Reichsstadt Frankfurt und der Grafschaft Hanau markierte. Der Marbachweg dient als wichtige Querverbindung zwischen den nördlichen Ausfallstraßen Frankfurts, der Eschersheimer Landstraße, Eckenheimer Landstraße, Homburger Landstraße und Friedberger Landstraße.

## Geschichte
Der Diebsweg war ein Teil der Antsanvia, einer von Mainz nach Eisenach führenden Altstraße, die das Territorium der Reichsstadt Frankfurt im Norden umging. Bis Ende des 19. Jahrhunderts führte er als Feldweg durch unbebautes Gelände. Nach der Eingemeindung von Preungesheim und Eckenheim wurde er 1911 in Marbachweg umbenannt. Erst mit der Umbenennung begann die allmähliche Bebauung der Straße, zunächst 1912 bis 1914 im westlichen Abschnitt sowie an den Kreuzungen mit den Ausfallstraßen. Weitere Bauprojekte folgten in den 1930er Jahren, unter anderem mit dem Bau der Marbach-Kaserne in Eckenheim. Nach dem Zweiten Weltkrieg entstanden Wohnsiedlungen in Preungesheim, Eckenheim sowie im Stadtteil Dornbusch, der 1946 aus Teilen von Eckenheim und Ginnheim gebildet wurde. Der Name erinnert an die Frankfurter Landwehr, die vom 15. bis zum 19. Jahrhundert die Grenzen des Frankfurter Territoriums gegen Übergriffe der Nachbarn schützen sollte.
Der Marbachweg ist heute eine wichtige Verbindungsachse nördlich der Innenstadt. Über einen Teil des Marbachwegs verläuft die U-Bahn-Linie U 5.   

## Verlauf

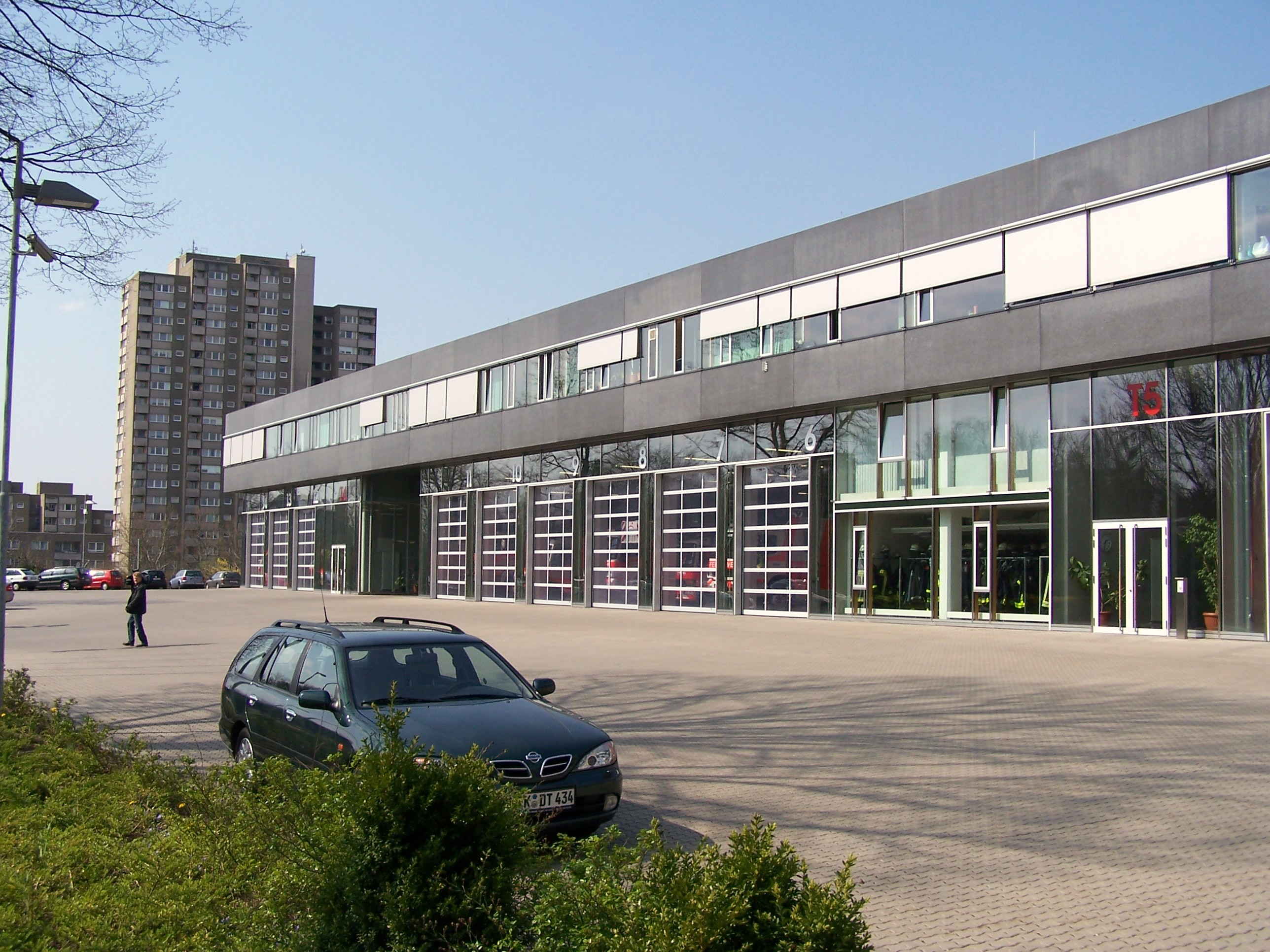
Feuerwache auf dem ehemaligen Kasernengelände am Marbachweg

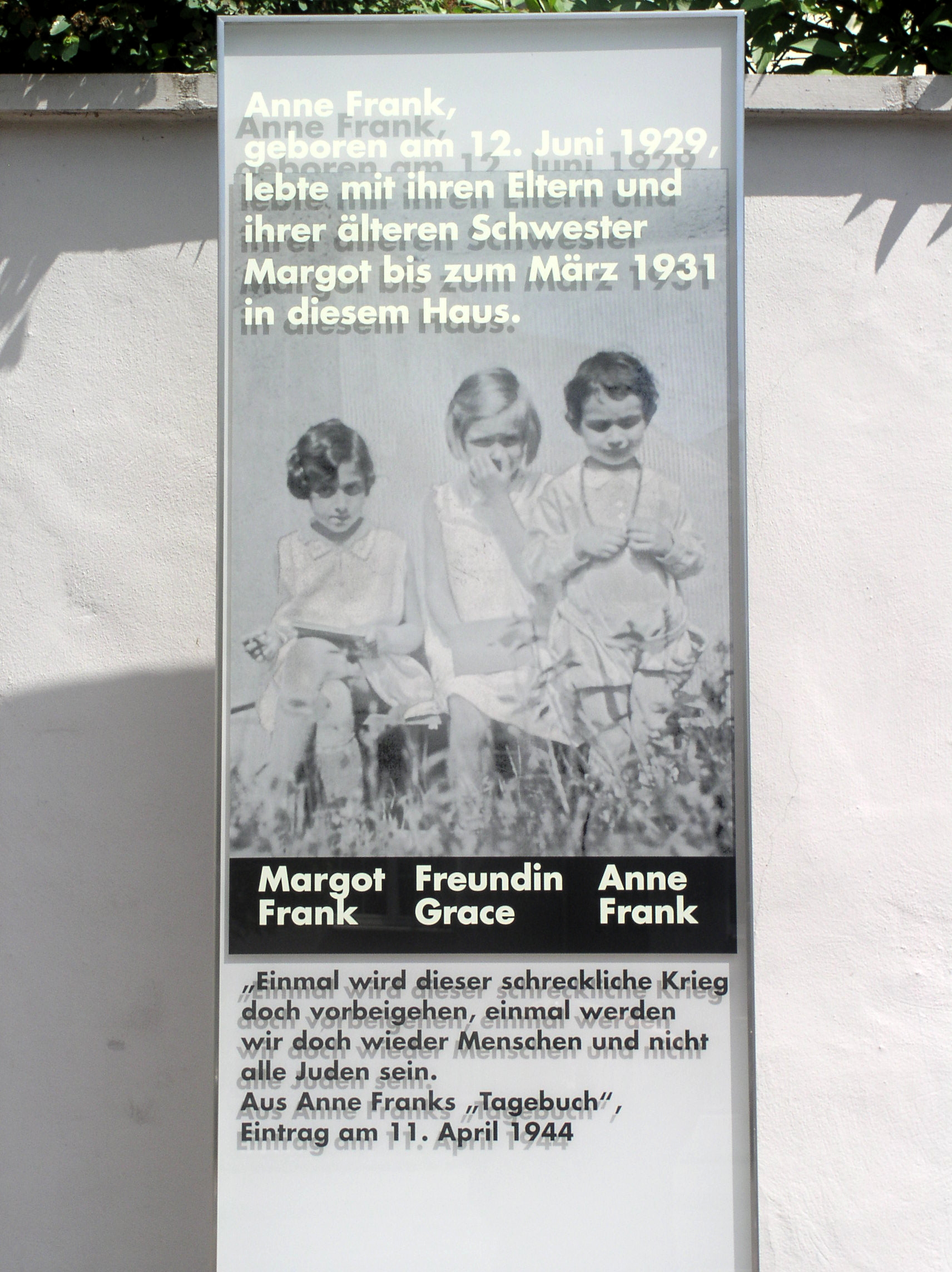
Geburtshaus von Anne Frank im Marbachweg 307

Der Marbachweg beginnt als Fuß- und Radweg an der Friedberger Landstraße in Höhe der Autobahnauffahrt Frankfurt-Friedberger Landstraße. Das Grundstück mit der Hausnummer Marbachweg 2 liegt bereits auf Seckbacher Gemarkung und ist nur über eine Zufahrt von der Friedberger Landstraße aus nördlicher Richtung erreichbar.
Der Marbachweg überquert die Autobahn A 661 auf einer dem Rad- und Fußgängerverkehr vorbehaltenen Brücke und führt danach schnurgerade in westlicher Richtung durch die Walter-Kolb-Siedlung, ein Wohngebiet in Preungesheim. Jenseits der Homburger Landstraße, der Grenze zwischen Preungesheim und Eckenheim, wird er zu einer Allee mit zwei durch eine Grünfläche getrennten Fahrbahnen. Ab hier ist der Marbachweg eine wichtige innerstädtische Verbindungsstraße. An der Gießener Straße biegt von rechts die U-Bahn-Linie U5 auf den Marbachweg ein, deren Gleiskörper zwischen den beiden Richtungsfahrbahnen liegt. Unmittelbar hinter der Kreuzung liegt die U-Bahn-Station Gießener Straße.
Südlich des Marbachwegs liegt der 70 Hektar große Hauptfriedhof. Nördlich des Marbachwegs erstreckt sich das Zentrum für Brandschutz, Katastrophenschutz und Rettungsdienst (BRKZ), der wichtigste Standort der Feuerwehr Frankfurt am Main. Er beherbergt neben der Einsatzleitzentrale die Feuerwache 1, die Rettungswache 1, die Verwaltung der Branddirektion sowie verschiedene Werkstätten, Schulungs- und Übungsräume. Das Zentrum entstand 1995 bis 2005 auf dem Gelände der ehemaligen Gibbs-Kaserne der Streitkräfte der Vereinigten Staaten. Das Kasernengelände war 1936 im Zuge der Aufrüstung der Wehrmacht als Standort der Fernmeldetruppe unter dem Namen Marbach-Kaserne angelegt worden.
Westlich des BRKZ liegt ein Kleingartengelände, danach schließt sich das Sozialzentrum Eckenheim an. Vor der Kreuzung mit der Eckenheimer Landstraße befindet sich die U-Bahn-Station Marbachweg/Sozialzentrum. Die U-Bahn-Linie U 5 biegt hier nach links in Richtung Innenstadt ab. Auf dem Eckgrundstück zwischen Marbachweg und Eckenheimer Landstraße wurde 1986 das Postscheckamt Frankfurt erbaut, heute eine Niederlassung der Postbank und Sitz des Betriebscenters für Banken.
Westlich der Eckenheimer Landstraße erreicht der Marbachweg den Stadtteil Dornbusch. Die Blockrandbebauung auf der südlichen Straßenseite stammt aus der Zeit vor dem Ersten Weltkrieg, während die Siedlung Dornbusch-Ost auf der nördlichen Seite erst in den 1950er Jahren entstand. An der Einmündung der Kaiser-Sigmund-Straße steht noch ein 1943 errichteter Hochbunker, der von Musikgruppen als Probenraum genutzt wird.  
Westlich der Kaiser-Sigmund-Straße beginnt das Bertramsviertel, benannt nach der ca. vier Hektar große Bertramswiese, heute ein Sportgelände, und dem Bertramshof. Er wurde 1888 als Meierei durch Freifrau Louise von Rothschild erbaut und wird heute vom Hessischen Rundfunk genutzt. Im Haus Marbachweg 307 verlebten Anne Frank (1929–1945) und ihre Schwester Margot Frank (1926–1945) ihre ersten Lebensjahre. Anlässlich des 80. Geburtstages von Anne Frank wurde vor dem Haus 2009 eine Gedenktafel errichtet.
Der Marbachweg endet an der Kreuzung mit der Eschersheimer Landstraße. Seine Verlängerung ist die Straße Am Dornbusch.

## Schienenverkehr

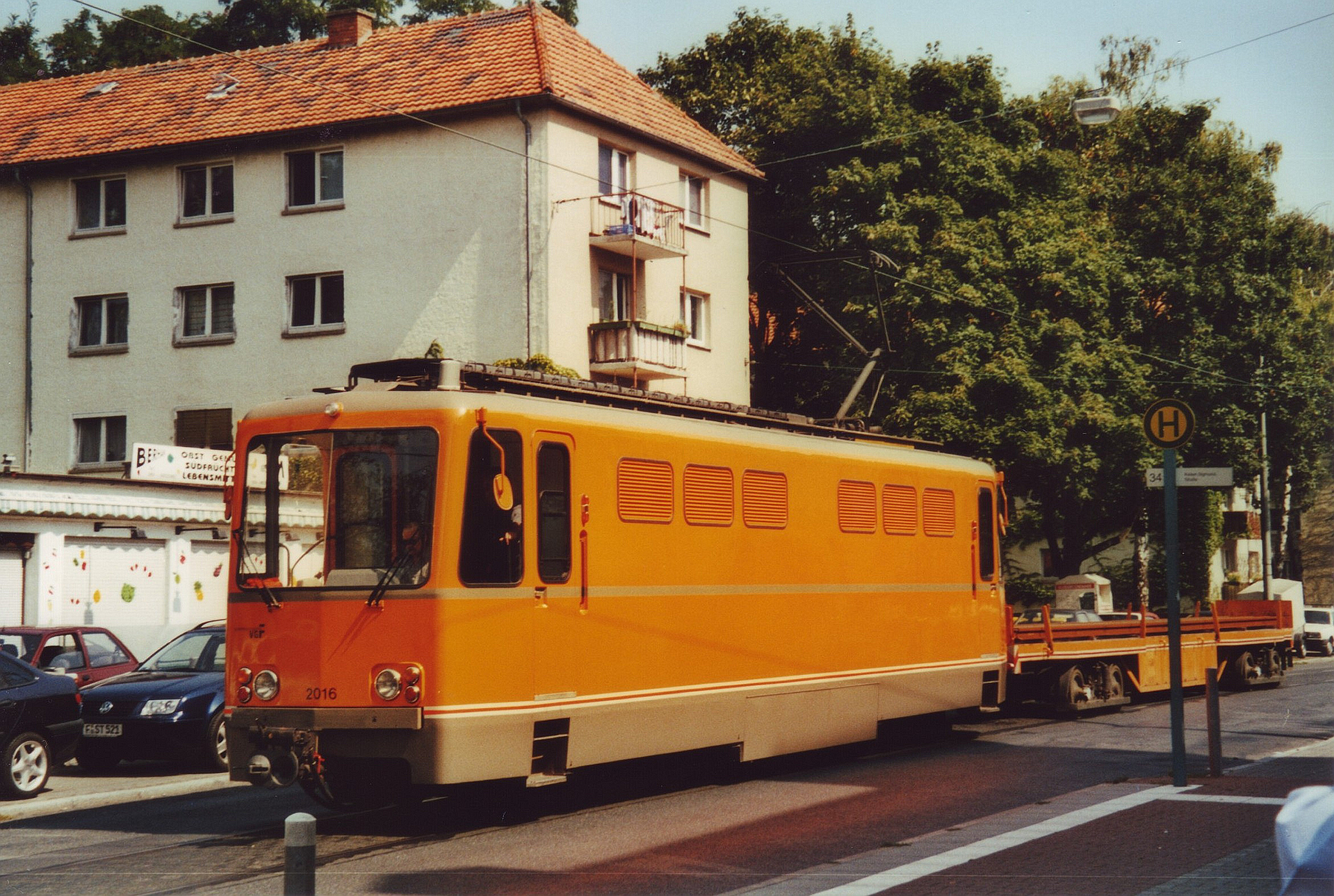
Arbeitstriebwagen 2016 auf der Betriebsstrecke im Marbachweg

Die am 1. November 1911 eröffnete Verlängerung der Straßenbahnlinie 7 von der Eckenheimer Landstraße nach Preungesheim verlief zunächst südlich des Marbachwegs und nördlich des 1928 eröffneten Neuen jüdischen Friedhofs. Pläne zur Erweiterung des Hauptfriedhofs machten 1939 die Verlegung der Gleise in den Marbachweg erforderlich. Nach Kriegsende 1945 verlangte die US-amerikanische Militärregierung, in kürzester Zeit eine neue Verbindung zwischen Eckenheimer und Eschersheimer Landstraße zu schaffen, um die von den amerikanischen Truppen genutzten Kasernen in Preungesheim und Eckenheim auf direktem Weg mit dem Hauptquartier im I.G.-Farben-Haus zu verbinden. Dazu wurden die seit 27. August 1939 nicht mehr befahrenen Gleise in der Koselstraße und Hermannstraße im Nordend ausgebaut und im Marbachweg neu verlegt. Bis auf eine Ausweiche im Bereich der Haltestelle Kaiser-Sigmund-Straße war die neue Strecke eingleisig. Bereits am 15. Juli 1945 konnte die neue sogenannte Roundup-Linie 39 in Betrieb gehen. Die auf dieser Linie verkehrenden Züge waren anfangs olivgrün lackiert und ausschließlich amerikanischem Personal vorbehalten. Erst ab 1950 konnte die jetzt von der Linie 13 befahrene Strecke von allen Fahrgästen genutzt werden.
Am 25. Mai 1974 verkehrte letztmals die Straßenbahnlinie 7 im Marbachweg. Am Tag darauf nahm mit der Einweihung der U-Bahn-Strecke B unter der Altstadt die neue Linie B1 zwischen Theaterplatz und Gießener Straße mit den damals neuen Pt-Wagen den Betrieb auf. Sie wurde 1977 nach Preungesheim verlängert und 1978 in U5 umbenannt. Seit November 2016 wird die Strecke nach dem durchgehenden Umbau auf Hochbahnsteige von den Stadtbahnwagen des Typs U5 befahren.
Am 25. Februar 1978 wurde die Linie 13 stillgelegt, weil die Strecke nach der damaligen Verkehrspolitik als unzulässiger Parallelverkehr nach der bevorstehenden Betriebsaufnahme der S-Bahn Rhein-Main galt. Das Gleis auf dem westlichen Marbachweg dient seitdem, nach Ausbau der Ausweichstelle, nur noch als Betriebsgleis, das gelegentlich für Überführungsfahrten zwischen U-Bahn-Strecke B und U-Bahn-Strecke A genutzt wird. 
An der Kreuzung von Marbachweg und Eckenheimer Landstraße zweigt eine weitere Betriebsstrecke nach Norden auf die Eckenheimer Landstraße in Richtung Eckenheimer Depot ab. Sie ist sowohl aus westlicher als auch aus östlicher Richtung befahrbar und dient den hier stationierten Zügen zum Ein- und Ausschieben auf die Linie U 5.
Im Gesamtverkehrsplan 2005 der Stadt Frankfurt am Main ist eine Ringstraßenbahn vorgesehen, die zwischen Eschersheimer Landstraße und Homburger Landstraße durch den Marbachweg führen soll. Ihre Planung ist bislang über Absichtserklärungen nicht hinausgekommen.